# Café de Açaí
O Café de Açaí é um subproduto de uma bebida quente feita a partir da torragem e moagem da semente do açaí, não tendo cafeína. 
o uso do termo popular "café" para a bebida da semente e discutido,  a palavra pode ser usada pelos mesmos motivos que o processo do café comum passa (higienização, secagem, torrefação e moagem). mas pela legislação brasileira, só e denominado "café" o endosperma (grão) do fruto maduro da espécies do gênero Coffea.

## Origem
não se sabe exatamente quando surgiu, mas desde 2017 que os produtores de açaí da região Norte do Brasil, principalmente nos Estados do Pará é da Amazônia, tentam obter a patente da bebida “café de açaí”, servindo como uma das soluções para o problemas do resíduos do caroço, provenientes da produção em larga escala da polpa.

## Nutrientes
os nutrientes contidos no alimento são os minerais polifenóis, compostos fenólicos também consiste em inulina consideravelmente rico na taxa de 16%, contém apenas 1% das fibras contidas no caroço, mas com os achados da fibras das inulinas novos estudos com futuras técnicas poderão ser utilizados.